# Klaus Brandner (Skirennläufer)
Klaus Brandner (* 30. Januar 1990) ist ein ehemaliger deutscher Skirennläufer. Seine stärksten Disziplinen waren Abfahrt und Super-G.

## Biografie
Brandner stammt aus dem Berchtesgadener Land. Im Alter von 15 Jahren nahm er ab Dezember 2005 an FIS-Rennen teil, wobei er zunächst in allen Disziplinen antrat. Verletzungsbedingt musste er fast die gesamte Saison 2006/07 pausieren. Im Dezember 2008 folgten die ersten Einsätze im Europacup, nennenswerte Erfolge blieben jedoch vorerst aus und die erste Platzierung in den Punkterängen ließ bis Januar 2011 auf sich warten. Bei seiner einzigen Teilnahme an Juniorenweltmeisterschaften, 2010 in Megève, war der sechste Platz in der Abfahrt das beste Ergebnis.
Sein Debüt im Weltcup hatte Brandner am 23. Februar 2013 in Garmisch-Partenkirchen, wo er in der Abfahrt auf Platz 59 fuhr. Etwas mehr als zwei Wochen später gewann er erstmals ein FIS-Rennen. Die ersten Weltcuppunkte gewann er am 2. März 2014 mit Platz 20 im Super-G von Kvitfjell. Drei Wochen später errang er erstmals den deutschen Abfahrts-Meistertitel. In den Weltcupsaisons 2014/15 und 2015/16 klassierte er sich jeweils drei Mal unter den besten 20. Im März 2016 gewann er bei den deutschen Meisterschaften sowohl in der Abfahrt als auch im Super-G. Am 19. Januar 2017 stürzte Brandner beim zweiten Training zur Hahnenkammabfahrt in Kitzbühel und erlitt dabei eine Patellarsehnenruptur im linken Knie. Dies bedeutete nicht nur das vorzeitige Ende der Saison 2016/17, sondern er verpasste auch die gesamte folgende Saison 2017/18.
Erst ab November 2018 konnte Brandner wieder Rennen bestreiten. Bei keinem seiner neun Weltcup-Einsätze im Winter 2018/19 fuhr er in die Punkteränge, weshalb er wieder vermehrt im Europacup startete; sein bestes Ergebnis war dabei ein fünfter Platz. In der Saison 2019/2020 war er lediglich bei den Skiweltcuprennen in Nordamerika am Start, bei denen er sich nicht in den Punkterängen der Top 30 klassifizieren konnte. Am 22. März 2020 gab er seinen Rücktritt vom aktiven Skirennsport bekannt.

## Erfolge

### Weltmeisterschaften
- Vail/Beaver Creek 2015: 27. Abfahrt, 28. Super-G

### Weltcup
- 7 Platzierungen unter den besten 20

### Weltcupwertungen
| Saison  | Gesamt | Gesamt | Abfahrt | Abfahrt | Super-G | Super-G |
| Saison  | Platz  | Punkte | Platz   | Punkte  | Platz   | Punkte  |
| ------- | ------ | ------ | ------- | ------- | ------- | ------- |
| 2013/14 | 99.    | 57     | 51.     | 10      | 31.     | 47      |
| 2014/15 | 105.   | 38     | 44.     | 25      | 42.     | 13      |
| 2015/16 | 121.   | 11     | –       | –       | 42.     | 11      |

### Europacup
- 6 Platzierungen unter den besten zehn

### Juniorenweltmeisterschaften
- Mont-Blanc-Region 2010: 6. Abfahrt, 18. Riesenslalom

### Weitere Erfolge
- 3 deutsche Meistertitel (Abfahrt 2014 und 2016, Super-G 2016)
- 5 Podestplätze im South American Cup, davon 3 Siege
- 4 Siege in FIS-Rennen